# Ильинское (Шекснинский район)
Ильинское — деревня в Шекснинском районе Вологодской области.
Входит в состав сельского поселения Чуровского, с точки зрения административно-территориального деления — в Чуровский сельсовет.
Расстояние по автодороге до районного центра Шексны — 5 км, до центра муниципального образования Чуровского — 5 км. Ближайшие населённые пункты — Михайловское, Перхино, Пестово.
По данным переписи в 2002 году постоянного населения не было.